# El Lissitzky
El Lissitsky (rus. Эль Лисицкий), punim imenom Lazar Markovič Lisickij (rus. Лазарь Маркович Лисицкий; (Počinok, 23. studenog 1890. – Moskva, 30. prosinca 1941.) - ruski slikar, arhitekt, grafičar, tipograf i fotograf. Pripadao je među najvažnije pripadnike ruske avangarde s početka 20. stoljeća i zajedno sa svojim učiteljem Kazimirom Maljevičem osnovao je umjetnički pravac suprematizam, kako je sam Maljevič nazivao konstruktivizam.
Poslije djetinjstva i mladosti u Smolensku, htio je studirati na akademiji u Petrogradu, ali ga nisu primili te odlazi na studij u tehničku školu u Darmstadtu. Tu je završio studij, da bi se početkom Prvog svjetskog rata vratio u Rusiju i od 1917. godine poučavao zajedno s Kazimirom Maljevičom na umjetničkoj školi u Vitebsku u Bjelorusiji, gdje je direktor bio Marc Chagall. Kasnije je 1921. godine predavao na moskovskoj akademiji. Od 1922. do 1928. bio je u Njemačkoj i predavao na Bauhausu i surađivao s umjetničkom grupom De Stijl. Od 1928. godine živio je u Moskvi gdje je radio kao projektant. Na međunarodnim izložbama za Rusiju je radio dekoracije za njihove paviljone.
Arhitektonsko djelo El Lissytskog se najviše odrazili na utopističkim projektima kojima je trebalo radikalno izmijeniti izgled Moskve. Plan je bio, da se neboderi uzdižu iznad zemlje s minimalnim potpornom površinom. Ove čelične konstrukcije nije bilo moguće realizirati. 
Posvetio se i slikarstvu, reklamnoj grafici, knjižnoj umjetnosti i izlaganju.